# Виње
Виње (слч. Vinné) насељено је мјесто са административним статусом сеоске општине (слч. obec) у округу Михаловце, у Кошичком крају, Словачка Република.

## Становништво
| Година:    | 1994. | 2004.   | 2014.   | 2024.    |
| ---------- | ----- | ------- | ------- | -------- |
| Број људи: | 1536  | 1634    | 1747    | 2169     |
| Разлика:   |       | +6,38 % | +6,91 % | +24,15 % |

| Година:    | 2023. | 2024.   |
| ---------- | ----- | ------- |
| Број људи: | 2156  | 2169    |
| Разлика:   |       | +0,60 % |

Према подацима о броју становника из 2011. године насеље је имало 1.701 становника.